# 1988年夏季残疾人奥林匹克运动会哥伦比亚代表团
1988年夏季残疾人奥林匹克运动会哥伦比亚代表团是哥伦比亚派出的1988年夏季残疾人奥林匹克运动会代表团。未获得奖牌。